# Multi Theft Auto
Multi Theft Auto (MTA) es una modificación para el videojuego Grand Theft Auto: San Andreas que añade funcionalidades multijugador en línea. Actualmente las modificaciones para GTA III y Vice City se consideran obsoletas siendo la modificación para GTA San Andreas la única que es mantenida por sus desarrolladores.
Ya existiendo San Andreas Multiplayer, otra modificación multijugador, MTA es más sencilla de manejar a la hora de elegir el canal y conectarse con demás personas, además de que permite cambiar muchos de los aspectos predeterminados (teclas, chat, nombre, audio). También cuenta con un mayor sentido de seguridad que bloquea la mayoría de clientes con algún tipo de alteración en su juego.
La utilidad de esta expansión o modificación del juego original es para la conexión e interacción de jugadores en múltiples canales públicos y privados. Esta expansión usa más recursos que la competencia ya que consta de un sistema script más refinado y complejo, que además es de código abierto.

## Historia y actualidad
Grand Theft Auto III no solo fue el primer juego de la saga en mostrar un mundo en 3D sino que también fue el primer juego de la franquicia en no tener multijugador vía internet, característica que si estuvo en los juegos anteriores. Por ese entonces mientras crecía las modificaciones del juego se logró sincronizar 2 jugadores en un mismo entorno y se usó como boceto para lo que sería Multi Theft Auto en ese entonces. Tras publicarse Grand Theft Auto Vice City se decidió que el desarrollo del mod continuase en dicho juego y en 2004 se publicó MTA Vice City. 
En 2005 se mostró avances de MTA San Andreas solamente con un modo de juego de carreras llamado MTA SA Race pero que a su vez presentó un nuevo framework llamado Blue, dotando a la modificación nuevas capacidades y funcionalidades como un editor de mapas para crear pistas y publicarlas en internet y/o jugarlas en un servidor. Finalmente en 2006 dicha modificación se publicó para su descarga. 
El sucesor de MTA SA Race fue MTA SA Deathmatch dotando al juego capacidades de alterar el juego usando el lenguaje de programación Lua permitiendo así la creación de nuevos modos de juegos o dotando de nuevas características que en el mismo juego sería imposible de concebir. En 2008 se publicó la versión 1.0 de MTA San Andreas dejando de lado la etiqueta Deathmatch donde también se publicó su código fuente bajo licencia GPLv3. 
La versión actual es la 1.5.9 que fue lanzada el 1 de octubre del 2021.
. Esta versión estuvo 355 días en desarrollo y trajo una gran variedad de cambios junto a arreglos de fallos y errores.

## Características
El software se basa en la inyección de código y las técnicas de enganche por lo que el juego es manipulado pero sin alterar, reemplazar o borrar ningún archivo original. Se instala como una expansión.
El menú principal cuenta con opciones como conectarse a un servidor mediante dirección IP, buscar servidores automáticamente (modo más usado normalmente para unirse a un servidor), hacer de anfitrión o host, o entrar en el editor de mapa, que permite manipular cualquier objeto que incluya el juego.

## Modo de juegos
A diferencia del juego normal, ahora se añaden nuevas opciones como (en caso de servers de tipo freeroam) situarse en cualquier lugar del mapa con tan solo un clic (en interiores también), crear cualquier tipo de vehículo (incluyendo tranvías, vehículos de RC, vehículos que en el juego están pero no se pueden manejar, etc) cambiarlos de color de la carrocería o hasta el color de las luces y encender o apagar estas, añadirles mejoras como cambiar las ruedas, suspensión, nitro, reparación instantánea, voltearlo, etc. siempre y cuando el servidor lo acepte, ya que estas mejoras son creadas por el servidor. También hay opciones para el personaje, tanto como para cambiarle la apariencia y la ropa si es posible, animarlo, usar cualquier arma, y mucho más. También existe la opción de tele transportarse hacia varios usuarios como tanto ellos hacia ti por medio de paneles creados por usuarios o moderadores del juego. Existen diversos modos de juego los cuales se puede diferenciar por sus muy notadas características, hasta el momento los usuarios del juego han realizado un excelente trabajo por lo cual Multi Theft Auto se destaca; Sistemas de juego, Modos de juego, Paneles de control con diferentes uso cada uno de ellos, completo acceso a la modificación y creación de "Recursos" o "Resources" (como es llamado en inglés) por lo cual cada Jugador puede modificar y mejorar los trabajos realizados por los creadores de la modificación en línea para GTA.
Los modos de juego predeterminados que fueron creados por los administradores es lo que distingue al juego, ya que crearon y adicionaron diversos tipos de juego que pueden ser muy entretenidos tanto como para los antiguos y nuevos usuarios, los cuales son:
- Play (freeroam): (Simplemente, jugar): Comparte la misma ideología con el juego "GTA" ya que puedes matar, robar, provocar caos y tantas cosas como puedes hacer en el juego normal con la diferencia que tienes libre albedrío y puedes cambiar cualquier aspecto de tu personaje (armas, vehículos, salud, etc).
- Race: (Carreras): El objetivo de dicho modo es recorrer un circuito por el cual coges "checkpoints" (Puntos de control o de guardado) que son ubicados en distintos lugares del mapa preestablecido del juego GTA, al terminar el circuito tal como una carrera real, realizas tiempos en los cuales son ubicados dentro de un cuadro de tiempos los cuales puedes vencer, mejorar o entrar en el top de récords, los circuitos por los que los usuarios conducen son creados por los desarrolladores del juego en línea y con el tiempo los usuarios han aprendido a crear circuitos hechos con objetos existente en todo el mapa del juego GTA, aunque en las carreras (actualmente) al final se agarra un helicóptero.
- Deathmatch: (Duelo a muerte): Es un modo de juego muy popular parecido al Race, pero se diferencia en que las carreras no tienen "checkpoints" (Puntos de control), sino puntos de reparación del vehículo y el óxido nitroso.
En este modo de juego existen varios mapas (lugar donde el jugador actúa), y también se pueden crear nuevos mapas, para que otros jugadores puedan jugarlo.
- Roleplay: (Juego de rol): El cual consiste en simular la vida real tal y como es, por lo tanto tienes que conseguir trabajo, comprar un vehículo, comprar un hogar, entre otro tipos de cosas.
- Dayz: Es uno de los más grandes sistemas de juego que imitan casi a la perfección la expansión para Arma ll, en este tipo de juego se intenta recolectar objetos de primera necesidad para la supervivencia, además cuenta con un código abierto de este modo, que incluye la incorporación de script propios de cada servidor pueden añadirse; animaciones, objetos, skins, tiendas y todo lo que cada administración del servidor lo prefiera.
- Battle Royale: Este modo de juego nació en los últimos años debido a la popularidad de los juegos de género Battle royale. La mayoría de los servidores están inspirados en el juego PlayerUnknown's Battlegrounds. Estos, copian la interfaz y las mecánicas para ofrecer una experiencia similar.
- Shooter (Jump kill, Ground Kill): Este modo de juego consiste en vehículos, generalmente "infernus", con un misil incorporado en el capo (parte delantera del auto) donde el jugador debe acabar con sus contrincantes, este modo varia dependiendo del servidor, ya que, se pueden añadir habilidades especiales para poder lidiar con los enemigos.
- Hunter (Cazador): Este modo de juego se basa en vehículos aéreos denominados Hunter, equipado con 2 misiles donde simplemente los jugadores se disparan entre sí.
- Multiroom: Esto no es un modo de juego en sí, sino, un modo de servidor. Estos te permiten seleccionar el modo de juego que desees, la mayoría de estos cuentan con los siguientes: Freeroam, deathmatch, race, shooter, etc.
- DJ (Disc Jokey): Este modo de juego se basa en que una persona haga "streaming" de canciones o "mixes".